# 580-589
De jaren 580-589 (van de christelijke jaartelling) zijn een decennium in de 6e eeuw.

## Belangrijke gebeurtenissen

### Byzantijnse Rijk
- 582 : Keizer Tiberius II Constantijn sterft, hij wordt opgevolgd door zijn schoonzoon Mauricius.
- 582 : De Balkanoorlog (582-602). Keizer Mauricius weigerde de afgesproken schatting aan de Avaren te betalen. De Avaren veroveren Sirmium.
- 584-590 : Keizer Mauricius herschikt het Byzantijnse Rijk in twee exarchaten, het exarchaat Ravenna en het exarchaat Afrika.

### Iberisch Schiereiland
- 585 : De Visigotische koning Leovigild verovert het rijk van de Suevi van koning Andeca.

### China
- 581 : Generaal Sui Wendi sticht de Sui-dynastie.

### Godsdienst
- 589 : Het Derde Concilie van Toledo. De Visigoten stappen over van het arianisme naar het christendom.

## Heersers

### Europa
- Beieren: Garibald I (ca. 548-591)
- Byzantijnse Rijk: Justinus II (565-578), Tiberius I Constantijn (578-582), Mauricius (582-602)
  - exarchaat Ravenna: Decius (584-585), Smaragdus (585-589), Romanus (589-596)
- Engeland en Wales
  - Bernicia: Frithuwald (579-585), Hussa (585-592)
  - Deira: Aelle (559-589), Æthelric (589-604)
  - Essex: Æscwine (ca. 527-587), Sledda (587-604)
  - Gwynedd: Beli ap Rhun (ca. 580-599)
  - Kent: Eormenric (540-590)
  - Mercia: Cynewald (566-584), Creoda (584-593)
  - Wessex: Ceawlin (560-592)
- Franken:
  - Neustrië: Chilperic I (Soissons, 561-584), Chlotharius II (584-629)
  - Austrasië: Childebert II (575-595)
  - Bourgondië: Gontram (561-592)
  - Aquitanië: Gundowald (584-585), Desiderius (585-587), Austrovald (587-589), Sereus (589-592)
- Longobarden: Authari (584-590)
  - Benevento: Zotto (571-591)
  - Spoleto: Faroald I (571-592)
- Sueben: Miro (570-583), Eboric (583-584), Andeca (584-585), Malaric (585)
- Visigoten: Leovigild (567-586), Reccared I (586-601)

### Azië
- Chalukya (India): Kirtivarman I (566-597)
- China
  - Noordelijke Zhou: Zhou Jingdi (579-581)
  - Westelijke Liang: Liang Xiaomingdi (562-585), Liang Xiaojingdi (585-586)
  - Chen: Chen Xuandi (569-582), Chen Subao (583-589)
  - Sui: Sui Wendi (581-604)
- Göktürken
  - Oostelijk deel: Taspar (572-581)
  - Westelijk deel: Tardu (575-602)
- Iberië: Bakoer III (547-580)
- Japan: Kimmei (539-571), Bidatsu (572-585), Yomei (585-587), Sushun (587-592)
- Korea
  - Koguryo: Pyongwon (559-590)
  - Paekche: Wideok (554-598)
  - Silla: Jinpyeong (579-632)
- Perzië (Sassaniden): Hormazd IV (579-590)
- Vietnam (Vroegere Ly-dynastie): Ly Nam De II (571-602)

### Religie
- paus: Pelagius II (579-590)
- patriarch van Alexandrië (Grieks): Eulogius I (581-607)
- patriarch van Alexandrië (Koptisch): Damianus (569-605)
- patriarch van Antiochië (Grieks): Georgius I (571-594)
- patriarch van Antiochië (Syrisch): Petrus III van Raqqa (581-591)
- patriarch van Constantinopel: Eutychius (577-582), Johannes IV Nesteutes (582-595)
- patriarch van Jeruzalem: Johannes IV (575-594)

<< · 580 · 581 · 582 · 583 · 584 · 585 · 586 · 587 · 588 · 589 · >>
<< · 500-509 · 510-519 · 520-529 · 530-539 · 540-549 · 550-559 · 560-569 · 570-579 · 580-589 · 590-599 · >>